# Das Haus der lachenden Fenster
Das Haus der lachenden Fenster (Originaltitel: La casa dalle finestre che ridono) ist ein italienischer Giallo und Horrorfilm aus dem Jahr 1976. Regie führte Pupi Avati, die Hauptrolle spielte Lino Capolicchio.

## Handlung
Stefano ist ein junger Restaurator, der auf die Fürsprache seines Freundes Antonio in eine Provinzstadt vom Bürgermeister gerufen wird, um in einer Kirche ein Fresko wiederherzustellen. Das Fresko stellt das Martyrium des Heiligen Sebastian auf eher makabre Weise dar und wurde gemalt von Buono Legnani, einem verfluchten Künstler, der viele Jahre zuvor Selbstmord begangen hatte.
Nachdem Stefano eine Reihe anonymer Anrufe erhält, in denen er aufgefordert wird, auf die Restaurierung zu verzichten und das Dorf zu verlassen, wird er nur noch neugieriger auf das Fresko. Während der Restaurierungsarbeiten lernt er einige Bewohner des Ortes kennen, die ihm manchmal misstrauisch gegenüberstehen: unter anderen, den rätselhaften Pfarrer Don Orsi, den jähzornigen und alkoholkranken Taxifahrer Coppola, den begriffsstutzigen Messdiener Lidio, die junge Lehrerin Francesca, mit der er eine Beziehung beginnt, und eine gelähmte alte Frau, die ihm bald Gastfreundschaft in einer verfallenen Villa anbietet.
Nach und nach deckt Stefano kriminelle Hintergründe zu dem Fresko und zu Legnani selbst auf: Legnani, der als „Maler der Agonien“ bekannt war, liebte es, Sterbende zu malen, und seine beiden inzestuösen Schwestern heizten diese bösartige Leidenschaft an, indem sie ihm Untertanen aus Fleisch und Blut besorgten und sie vor seinen Augen zu Tode folterten, während er sie malte: All dies geschah in einem düsteren Häuschen mit grotesken Fenstern, die mit riesigen lächelnden Mündern verziert waren, was dem Film seinen Titel gibt. Sobald Stefano mit der Restaurierung fertig ist, verwirklicht er, dass die Schwestern genau die beiden Figuren sind, die auf dem Fresko zu beiden Seiten des heiligen Sebastian dargestellt sind und ihn quälen, während sie bedrohlich lachen.
Nach einer Reihe mysteriöser Morde an Bewohnern, die ihm bei seinen Ermittlungen hätten helfen können, macht Stefano schließlich schreckliche Entdeckungen: nicht nur, dass die beiden Schwestern Legnanis noch leben, sondern auch, dass eine von ihnen die alte Frau ist, die sich als Gelähmte ausgab und ihn beherbergte, und die andere sogar sei Jahren als Don Orsi verkleidet ist. Auch nach Legnanis Tod folterten und töteten die beiden Schwestern ungestört weiter zu Ehren ihres Bruders, dessen Skelett sie in Formalin konserviert in einem Schrank aufbewahrt haben.
In der letzten Szene des offenen Endes, in der Stefano schwer verwundet ist und die als Don Orsi verkleidete Schwester, nachdem sie sich ihm gegenüber offenbart hat, sich ihm bedrohlich nähert, sind Polizeisirenen zu hören.

## Auszeichnungen

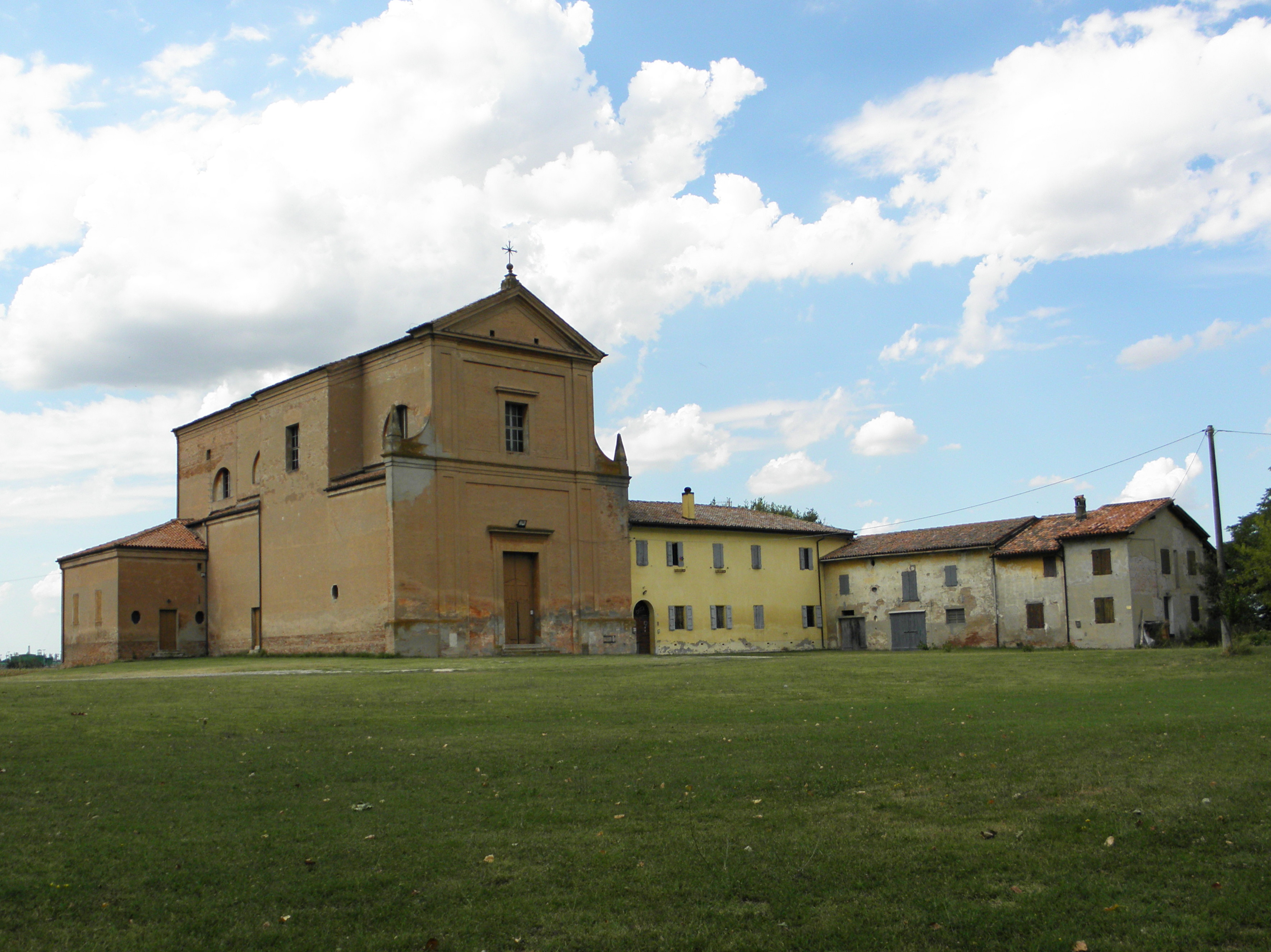
San Giovanni in Triario

- 1979: Kritikerpreis[1] des Festival du Film Fantastique, Paris

## Produktion und Veröffentlichung
Die Dreharbeiten fanden zwischen April und Mai 1976 in Comacchio, Ferrara und Minerbio statt. Einer der Drehorte war die Kirche San Giovanni Triario in Minerbio. Für den Kameramann Pasquale Rachini (* 1956) war es der erste Spielfilm in seiner langen Karriere als Director of photography. Setdesign und Kostüme schuf die italienische Kostümbildnerin Luciana Morosetti, auch für sie war Das Haus der lachenden Fenster ihr erstes Filmengagement. Für Giuseppe Baghdighian, den Editor, war es der letzte Film.
Kinopremiere in Italien war am 20. August 1976. 2012 veröffentlichte Ed. Mediabook eine DVD in deutscher und italienischer Sprache mit umfangreichem Bonusmaterial mit einem Audiokommentar von Marcus Stiglegger und Kai Naumann und einem Booklet von Christian Keßler.

## Kritik
Anlässlich der Veröffentlichung der DVD in Deutschland schreibt das Filmportal DVDUncut Pupi Avati habe in dem Film mit seiner „beklemmenden Grundstimmung und der grandios morbiden Bildsprache“ ein Meisterwerk des italienischen Horrorkinos geschaffen.
Das Internet-Journal Splatter-Trash widmet Avatis Film eine ausführliche Analyse und schreibt dann: „Wer sich auf Avatis ruhigen und unaufgeregten Stil einlässt, erfährt einen in dieser Art selten erlebten Horrortrip: die subtilen Abwegigkeiten, die letztlich zu einer omnipräsenten Atmosphäre der Bedrohung führen, sind unglaublich wirkungsvoll. Und die Leerstellen, die die Zuschauenden dann selber füllen, machen den Interpretationsspielraum extrem weit auf – was nicht minder für Gänsehaut zu sorgen vermag“.
Mark Doubt schreibt in seinem Essay „All the Colours of the 70s“, nachdem er die Zusammenarbeit von Regisseur und Kameramann in Bezug auf ungewohnte Blickwinkel und Kamera-Einstellungen, den Einsatz von unnatürlichen Farben und die Slowmotion-Passagen hervorgehoben hat, Avati habe durch seine meisterhafte Beherrschung der Filmsprache den Zuschauer fest im Griff, ein Nervenkitzel, der es mit jedem traditionellen Horrorfilm aufnehmen könne.